# Face à la mort II
Pour plus de détails, voir Fiche technique et Distribution.
Face à la mort II (VO : Faces of Death II) est la suite du film mondo Face à la mort. John Alan Schwartz est crédité sous les noms de « Alan Black » pour le scénario et de « Conan Le Cilaire » pour la production. Schwartz fait une nouvelle apparition, cette fois en tant que drogué devant une droguerie. Dr. Francis B. Gröss (joué par Michael Carr) est le narrateur.
Ce film relate majoritairement des scènes de cascades qui tournent mal ainsi que des scènes de mort dans le domaine du sport. Certaines scènes relatent plusieurs tentatives d'une voiture fusée propulsée au-dessus du Fleuve Saint-Laurent au Canada. Apparait également la scène du match de boxe, en 1980, entre Johnny Owen et Lupe Pintor, dans laquelle Owen tombe dans le coma et meurt plus tard de ses blessures que lui a infligées son adversaire durant le match.

## Fiche technique
- Réalisation et scénario : John Alan Schwartz
- Montage : James Roy et Henri Ivon Simoné
- Musique : Gene Kauer
- Producteur : William B. James, Herbie Lee, Rosilyn T. Scott
- Distribution : Gorgon Video
- Pays :  États-Unis
- Langue de tournage : anglais

Film interdit aux moins de 18 ans

## Distribution
- Michael Carr : Dr. Francis B. Gröss
- James Brady : Lui-même (images d'archives) (non crédité)
- Mickey Crowe : Lui-même (images d'archives) (non crédité)
- Thomas K. Delahanty : Lui-même (images d'archives) (non crédité)
- John Hinckley : Lui-même (images d'archives) (non crédité)
- Timothy J. McCarthy : Lui-même (images d'archives) (non crédité)
- Johnny Owen : Lui-même (images d'archives) (non crédité)
- Bobby Pesco : Lui-même (images d'archives) (non crédité)
- Lupe Pintor : Lui-même (images d'archives) (non crédité)
- Kenny Powers : Lui-même (images d'archives) (non crédité)
- Ronald Reagan : Lui-même (images d'archives) (non crédité)
- John Alan Schwartz : criminel recherché devant un drug store (non crédité)
- Chuck Strange : Lui-même (images d'archives) (non crédité)

## Série
Face à la mort II est la suite de Face à la mort et fait partie d'une série de 4 films : Face à la mort I, II, III, IV. La série comporte également des spins-off : The Worst of Faces of Death et Faces of Death: Fact or Fiction ? Ainsi que 3 remake : Face à la mort IV, V, et VI.
- 1985 : Face à la mort III : Coécrit par Veronica Lakewood
- 1987 : The Worst of Faces of Death : Une compilation de toutes les scènes les plus gores des trois premières séries
- 1990 : Face à la mort IV : Coréalisé par Susumu Saegusa et Andrew Theopolis
- 1995 : Face à la mort V : Remake des précédents films
- 1996 : Face à la mort VI : Remake des précédents films
- 1999 : Faces of Death: Fact or Fiction ? : Faux documentaire des scènes légendaires de Face à la mort, accompagné de nouvelles entrevues.